# Nazionale femminile under 17 di calcio della Danimarca
La nazionale Under-17 di calcio femminile della Danimarca è la rappresentativa calcistica femminile della Danimarca formata da giocatrici al di sotto dei 17 anni, gestita dalla Federazione calcistica della Danimarca (Dansk Boldspil Union - DBU).
Come membro dell'Union of European Football Associations (UEFA), partecipa a vari tornei di calcio internazionali ufficiali, il campionato europeo e il Campionato mondiale FIFA di categoria, e a invito, come il Torneo di La Manga.
I risultati più prestigiosi ottenuti dalla formazione Under-17 sono i due terzi posti nel campionato europeo UEFA, conquistati nell'edizione inaugurale del 2008 e in quella del 2012, e i quarti di finale nel Mondiale di Nuova Zelanda 2008.

## Piazzamenti agli Europei Under-17
- 2008: Terzo posto
- 2009: Non qualificata
- 2010: Non qualificata
- 2011: Non qualificata
- 2012: Terzo posto
- 2013: Non qualificata
- 2014: Non qualificata
- 2015: Non qualificata
- 2016: Non qualificata
- 2017: Non qualificata
- 2018: Non qualificata
- 2019: Fase a gironi
- 2020 - 2021: Tornei cancellati
- 2022: Fase a gironi
- 2023: Non qualificata

## Piazzamenti ai Mondiali Under-17
- 2008: Quarti di finale
- 2010: Non qualificata
- 2012: Non qualificata
- 2014: Non qualificata
- 2016: Non qualificata
- 2018: Non qualificata
- 2022: Non qualificata